# Jaime, Duque de Segóvia
Jaime de Bourbon (Santo Ildefonso, 23 de junho de 1908 – São Galo, 20 de março de 1975) foi um Infante da Espanha, o segundo filho do rei Afonso XIII da Espanha e de sua esposa, a princesa Vitória Eugénia de Battenberg.
Quando seu irmão Afonso renunciou a seus direitos dinásticos para se casar morganaticamente, seu pai também pediu a Jaime fizesse o mesmo; Ele aceitou o pedido de seu pai e renunciou em 23 de junho de 1933. Afonso XIII o considerou incapaz para ocupar o trono caso a monarquia fosse restaurada na Espanha, por ser surdo. Desde então, ele usou o título de Duque de Segóvia. Em 1941, os legitimista franceses consideraram Jaime o Chefe da Casa Real da França e um pretendente ao trono francês. Ele era conhecido por seus partidários como Henrique VI da França e Navarra.
Em 6 de dezembro de 1949, Jaime tentou a invalidação de sua renúncia aos direitos sucessórios ao trono da Espanha, opondo-se a que seu irmão João fosse considerado Chefe da Casa Real. Em 19 de julho de 1969, Jaime renunciou definitivamente a continuar reivindicando seus possíveis direitos dinásticos, quando o príncipe Juan Carlos foi designado sucessor pelo ditador Francisco Franco, quando seu filho Afonso solicitou esse gesto. Mas, alguns anos depois, ele tentou fazer com que o ditador nomeasse seu filho como seu sucessor e removesse Juan Carlos da sucessão do chefe de Estado.

## Biografia
Jaime Leopoldo nasceu no Palácio Real da Granja de São Ildefonso, em Segóvia. Por ser surdo-mudo, resultado de uma operação na infância, ele renunciou aos seus direitos ao trono espanhol para si próprio e aos seus descendentes a 23 de junho de 1933. Tornou-se então Duque de Segóvia. Em 1941, ele se proclamou o legítimo herdeiro ao trono francês e chefe da Casa de Bourbon, e era denominado como o Duque de Anjou. Ele era reconhecido pelos legitimistas como Henrique VI de França (desde 1957, ele assinou todos os documentos como Jacques Henri). 
Em 6 de dezembro de 1949, Jaime desistiu de sua renúncia ao trono de Espanha. Em 3 de maio de 1964, ele assumiu o título de Duque de Madrid como chefe da sucessão carlista ao trono espanhol (reconhecido como rei Jaime IV de Espanha por um grupo bastante significativo de Carlistas). Em 19 de julho de 1969, Jaime renunciou definitivamente ao trono espanhol em favor do seu sobrinho, o rei João Carlos de Espanha, por petição de seu filho Afonso, Duque de Anjou e Cádis.
Jaime, morreu em São Galo, na Suíça, no Hospital Cantonal em 20 de março de 1975. Ele está sepultado no Real Mosteiro de San Lorenzo de El Escorial.

## Casamento e descendência
Jaime casou em Roma, no dia 4 de março de 1935 com Victoire Jeanne Joséphine Pierre Marie Emmanuelle de Dampierre (1913-2012), uma nobre, filha do nobre francês Roger de Dampierre, 2.º Duque de San Lorenzo e Visconde de Dampierre, Nobre de Viterbo e da princesa italiana Vittoria Ruspoli filha de Emanuele Ruspoli, 1.º Príncipe di Poggio Suasa, e sua terceira esposa, inglesa americana Josephine Mary Curtis.  Don Jaime e Donna Emanuela tiveram dois filhos, em homenagem aos irmãos hemofílicos de Jaime, Alfonso e Gonzalo: Tiveram dois filhos:
- Afonso, Duque de Anjou e Cádis (1936 - 1989).
- Gonçalo, Duque da Aquitânia (1937 - 2000).

Jaime e Emmanuelle de Dampierre Ruspoli divorciaram-se em 1947, em Bucareste (reconhecido pelo tribunal italiano, em 1949, mas nunca reconhecido em Espanha) e, em 3 de agosto de 1949, em Innsbruck, Jaime casou com a cantora divorciada Charlotte Luise Auguste Tiedemann. No entanto, aos olhos da Igreja Católica Romana e dos legitimistas franceses, Emmanuelle de Dampierre foi sempre a sua esposa.